# Tomáš Závorka
Tomáš Závorka (* 26. listopadu 1987, Karlovy Vary, Československo) je bývalý český hokejový brankář. Takřka celou svoji kariéru chytal v týmu HC Energie Karlovy Vary.

## Hráčská kariéra
S hokejem začínal v Karlových Varech, v době kdy vyšel z juniorského hokeje 2007 chytali v týmu HC Energie Karlovy Vary brankáři Lukáš Mensator a Lukáš Sáblík i proto byl Tomáš Závorka posílán na hostování do klubů HC Baník Sokolov, Piráti Chomutov, SK Kadaň a HC Most. Teprve na začátku sezóny 2010/11 poté co z týmu HC Energie Karlovy Vary odešel Lukáš Sáblík se Tomáš Závorka dostal do sestavy extraligového mužstva.
Po polovině sezóny 2012/13 se Tomáš Závorka stává brankářskou jedničkou v Karlových Varech kterou si drží i následující sezónu 2013/14 v tuto sezónu se dostává i do přípravného kempu reprezentace České republiky.
V sezóně 2014/15 se umístil ve statistikách brankářů po základní části ELH na 2. místě. V brance Karlových Varů se střídal s Vladislavem Habalem.
Po sezoně 2018/2019 ukončil kariéru.